# Революціонер
- Революціонер — переконаний діяч революції, учасник революційного руху (руйнівник чи ідеаліст[1]); переносно той, хто робить переворот, відкриває нові шляхи розвитку в якій-небудь галузі